# ريوغو يامازاكي
ريوغو يامازاكي (باليابانية: 山﨑 凌吾) (20 سبتمبر 1992 في أوكاياما في اليابان – )؛ هو لاعب كرة قدم ياباني سابق كان يلعب كمهاجم.

## وصلات خارجية
- ريوغو يامازاكي على موقع رابطة كرة القدم اليابانية للمحترفين (اليابانية)
- ريوغو يامازاكي على موقع قاعدة بيانات كرة القدم.إي يو (الإنجليزية)
- ريوغو يامازاكي على موقع Soccerway.com (الإنجليزية)
- ريوغو يامازاكي على موقع عالم كرة القدم.نت (الإنجليزية)